# Élections générales britanniques de 1768
Les élections générales britanniques de 1768 se sont déroulées en Grande-Bretagne du 16 mars au 6 mai 1768. Ces élections sont remportées par le parti whig du Duc de Grafton.